# Pierre d'Alamanon
Pour les articles homonymes, voir Lamanon (homonymie).
Pierre d'Alamanon, ou de Lamanon, mort le 1er août 1304, est un dignitaire de l'Église catholique, évêque du diocèse de Sisteron de 1292 à 1304.

## Biographie
Fils du troubadour Bertran de Lamanon, Pierre d'Alamanon appartient à une famille noble chevaleresque d'origine catalane, installée en Provence du temps des comtes Raimon-Bérenger.
Pierre d'Alamanon entre dans l'ordre des dominicains. Lors du chapitre provincial de Perpignan de 1284, il devient prédicateur général,.
Pierre d'Alamanon rejoint Charles II d'Anjou pendant sa captivité en Aragon,,. Il devient un de ses familiers,, et celui-ci, après sa libération en 1288, le fait nommer à l'évêché de Sisteron en 1292,,,.
En 1292, il achète la moitié du château des Ybourgues.
En 1295, il est chargé par Charles II d'Anjou de surveiller la construction d'un sanctuaire pour recueillir les reliques de sainte Marie-Madeleine inventées par son prédécesseur, Pierre Giraud. Il fonde ainsi l'église et le couvent dominicain de Saint-Maximin,,,,,. C'est également lui qui fait édifier le couvent des dominicaines de Notre-Dame-de-Nazareth d’Aix-en-Provence, toujours sur ordre de Charles II,,.
Il est attesté comme rational de la Chambre des comptes de Provence en 1298,.
Pierre d'Alamanon meurt le 1er août 1304, au chapitre provincial des dominicains d'Aix-en-Provence,. Il est enterré dans l'église des dominicains d'Aix-en-Provence,.